# Доганджа (вилает Родосто)
Вижте пояснителната страница за други значения на Доганджа.
Доганджа (на турски: Doğanköy) е село в Източна Тракия, Турция, Вилает Родосто.

## География
Селото се намира на 27 километра северно от Малгара.

## История
В XIX век Доганджа е българско село в Малгарска кааза в Одринския вилает на Османската империя. Според „Етнография на вилаетите Адрианопол, Монастир и Салоника“, издадена в Константинопол в 1878 година и отразяваща статистиката на населението от 1873 година, Доганджа (Dogandja) има 96 домакинства и 485 жители българи.
Според статистиката на професор Любомир Милетич в 1912 година в селото живеят 140 български патриаршистки семейства.